# Nana (obraz Édouarda Maneta)
Nana – obraz olejny francuskiego malarza Édouarda Maneta z 1877 roku, obecnie w zbiorach Kunsthalle w Hamburgu.

## Opis
Artysta przedstawił młodą i piękną kobietę, która stoi przed lustrem i zajmuje się toaletą. Jej strój jest niekompletny, Nana ma na sobie tylko bieliznę (koszulę, pantalony i gorset), a na nogach jedwabne pończochy i buty na wysokim obcasie. Twarz ma zwróconą do widza i śmiało patrzy w jego stronę. Wyposażenie wnętrza sugeruje, że jest to buduar. Znaczną część obrazu wypełnia wygodna sofa z dwiema poduszkami, siedzi na niej kompletnie i wytwornie ubrany mężczyzna. Jego sylwetka częściowo znika za prawą krawędzią obrazu. Z lewej strony widoczny jest fragment krzesła z położoną na nim niebieską suknią, stolik z doniczką z kwiatem i lustro na stojaku. Dwie świece przy lustrze są zgaszone. Na ścianie znajduje się niebieski gobelin z ibisem na tle wody.
Kompozycja dzieła jest otwarta, odbiorca ma wrażenie fragmentaryczności przedstawienia. Kolorystyka jest stonowana, przeważają odcienie brązów i błękitów z akcentami bieli.
Do obrazu pozowała Henriette Hauser, aktorka i faworyta księcia Wilhelma Orańskiego.

## Interpretacje
Zarówno tytuł obrazu, jak i liczne szczegóły sugerują, że obraz przedstawia luksusową prostytutkę i jej klienta lub opiekuna. Imię Nana było popularne w drugiej połowie XIX w. wśród kobiet lekkich obyczajów, w języku francuskim słowo nana nadal jest dość frywolnym określeniem kobiety lub kochanki. Obecność ubranego mężczyzny przy kobiecie w bieliźnie było uważane za co najmniej niestosowne. Także użyta przez malarza symbolika jest dwuznaczna. Uwagę zwraca falliczny kształt laski w rękach mężczyzny i przedstawienie ibisa na gobelinie, który w Biblii uchodził za nieczystego ptaka. Zgaszone świece mogą też oznaczać brak uczuć i sprzedajną miłość.

## Reakcje i odniesienia

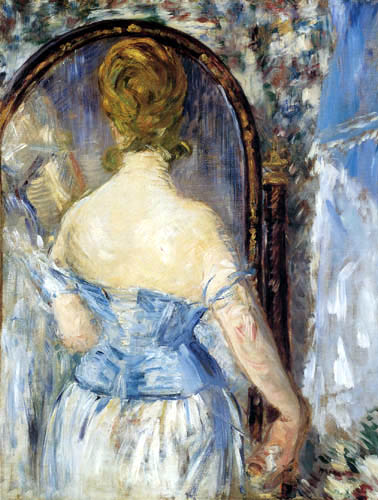
Kobieta przed lustrem,
obraz Maneta przedstawiający prawdopodobnie tę samą kobietę.

Manet miał zamiar wystawić obraz w paryskim Salonie, jednak odrzucono go ze względu na obrazę moralności. Oburzony autor wystawił płótno na witrynie galerii przy Boulevard des Capucines, wywołując tym samym skandal. Społeczeństwo francuskie nie było przygotowane do tak jawnego poruszania tematu prostytucji, krytycy nie dostrzegali walorów artystycznych dzieła i koncentrowali się jedynie na przedstawionej scenie. Jednym z obrońców Maneta był Emil Zola, który w 1880 wydał powieść pod tym samym tytułem stanowiącą dziewiąty tom cyklu Rougon-Macquartowie. Pomimo że, Zola i Manet znali się bardzo dobrze, nie ma jednoznacznych dowodów na wzajemną inspirację przy wyborze tematu i tytułu.